# Zamek w Windawie
Zamek w Windawie – zamek zakonu krzyżackiego w Windawie, na Łotwie. Od 2001 roku pełni funkcję muzeum.

## Historia
Tereny obecnej Windawy zostały zajęte przez krzyżowców w połowie XIII wieku. Nie znamy dokładnej daty budowy, ale pod koniec XIII wieku w Windawie urzędował pierwszy komtur Detlev. Początkowo zbudowano kwadratową wieżę do której dobudowywano kolejne budynki.
Gdy w 1559 roku po sekularyzacji inflanckiej gałęzi zakonu krzyżackiego Windawa weszła w skład Księstwa Kurlandii i Semigalii na zamku został umieszczony garnizon wojskowy. Podczas II wojny północnej zamek został spalony i zniszczony. Po odbudowie utracił militarne znaczenie i były użytkowane tylko pomieszczenia zamkowe. Zamkową kaplicę na początku XVIII wieku przejął kościół luterański. Gdy w 1795 roku Windawa została zajęta przez wojska rosyjskie na zamku umieszczono pułk strzelców rosyjskiej armii. W kaplicy urządzono cerkiew, a w części pomieszczeń szpital. W 1827 roku na najwyższej kondygnacji znalazło się więzienie. Podczas I wojny światowej, w 1915 Niemcy, którzy zajęli Windawę w zamku umieścili obóz dla jeńców wojennych. Po wojnie, do 1959 roku zamek pełnił rolę więzienia, a później umieszczono w nim oddziały straży granicznej. Spowodowało to znaczna dewastację zamku. Po opuszczeniu go przez wojsko w 1985 roku planowano odbudować go przywracając mu średniowieczny wygląd i urządzić w nim muzeum. Odzyskanie przez Łotwę niepodległości i przejęcie zamku przez nowe państwo wstrzymało prace, ale w 1995 roku opracowano nowy projekt w którym zaplanowano przywrócenie zamkowi wyglądu z XIX wieku.

## Muzeum
W 2001 w zamku otwarto muzeum. Udostępniono zwiedzającym wystawy na I i II piętrze zamku, wieżę zamkową, budynek więzienia i zewnętrzny dziedziniec zamku. Ekspozycja składa się z części powstałej w 1999 roku i nowej multimedialnej, która powstała w latach 2011–2012. Prezentowana jest historia zamku, Windawy i regionu. Są na niej pokazane eksponaty z wykopalisk archeologicznych takie jak: monety, kule armatnie, ceramika i inne przedmioty związane z codziennym życiem wojska i mieszkańców zamku. Prezentowana jest biżuteria: broszki, bransoletki, obrączki na szyję, wisiorki, pierścionki oraz broń. 